# Carol Lewis

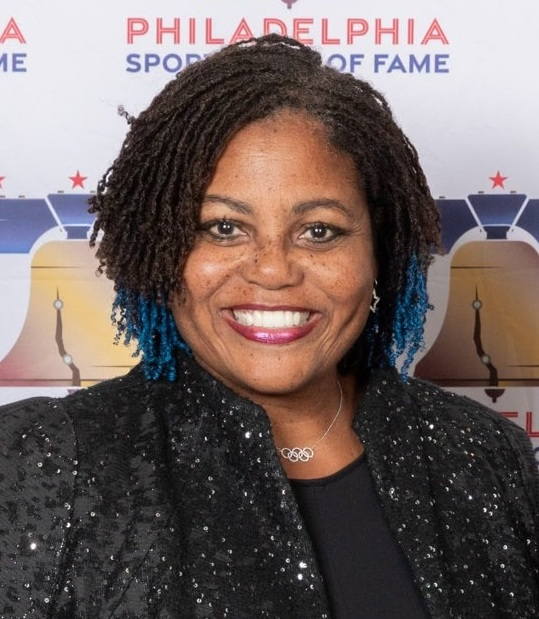
Carol Lewis, 2023

Carol Lewis (Carol LeGrant Lewis; * 8. August 1963 in Birmingham, Alabama) ist eine ehemalige US-amerikanische Weitspringerin und Olympiateilnehmerin (1984, 1988).

## Werdegang
Bei dem wegen des US-Boykotts der Olympischen Spiele 1980 in Moskau abgehaltenen Liberty Bell Classic gewann sie Silber und bei den Leichtathletik-Weltmeisterschaften 1983 in Helsinki Bronze.
1984 wurde sie Neunte bei den Olympischen Spielen in Los Angeles. Vier Jahre später schied sie bei den Olympischen Spielen in Seoul in der Vorrunde aus.
Je viermal wurde sie US-Meisterin im Freien (1982, 1983, 1985, 1986) und in der Halle (1983–1985, 1991).
Carol Lewis ist die Tochter von Evelyn Lawler (1929–2023), die Anfang der 1950er Jahre als Leichtathletin erfolgreich war, und die jüngere Schwester des Sprint- und Weitsprung-Olympiasiegers Carl Lewis (* 1961).
In ihrer Collegezeit startete sie für die University of Houston, danach für den Santa Monica Track Club. Nach ihrer aktiven Karriere wurde sie Sportkommentatorin beim Fernsehsender NBC.

## Persönliche Bestleistungen
- Weitsprung: 7,04 m, 21. August 1985, Zürich (ehemaliger US-Rekord)
  - Halle: 6,78 m, 2. Februar 1985, Dallas (ehemaliger US-Rekord)